# Le Miroir de l'eau
Le Miroir de l'eau  est un feuilleton télévisé franco-suisse-belge en quatre épisodes de 100 minutes, diffusée entre le 9 et le 30 août 2004 sur France 2.

## Synopsis
Antoine Marange est de retour dans son pays près d'Aix-en-Provence après un périple à la voile à travers le monde. À son retour, il apprend que la fille qu'il avait aimée 25 ans plus tôt, Isaure Castella, est morte noyée dans le lac des « Eaux miroirs ». Sa noyade semble suspecte et le retour d'Antoine apporte son lot de mystères au domaine Castella où vivent trois générations de filles : la grand-mère, Suzanne, qui se réfugie dans le silence et ne se confie qu'à son régisseur, Emmanuel ; Gabrielle, la sœur d'Isaure, mariée à Nicolas, qui la trompe avec Alexandra et enfin, Elena, sa fille, encore insouciante, qui n'a d'yeux que pour Yann, son petit-ami.
Depuis quelque temps, Gabrielle a la sensation qu'Isaure est de retour. Elle va de découverte en découverte en commençant par la réouverture de sa chambre que sa mère avait pris soin de condamner pour ne pas réveiller le passé. 
De plus, une petite fille, Alice, a des visions et voit régulièrement Isaure aux « Eaux Miroirs ». Elle est la fille d'Alexandra, maîtresse de Nicolas et de Robin, inspecteur de police dont la relation avec Alexandra est des plus tendues. Heureusement, il fait la connaissance d'Anna, institutrice, sur le point de se marier mais perdue et en quête d'identité...
Pour ne rien arranger, la nièce d'Antoine, Anaïs, se noie dans les mêmes conditions qu'Isaure. L'inspecteur Robin Lary est chargé de l'enquête et son investigation va lever les secrets qu'avait pris soin d'enfouir l'aïeule de la famille Castella.

## Fiche technique
- Scénario : Véronique Lecharpy et Olga Vincent d'après une histoire originale de Sophie Révil et Laurence Dubos,
- Réalisation : Edwin Baily
- Musique : Stéphane Moucha

## Distribution
- Line Renaud : Suzanne Castella
- Cristiana Reali : Gabrielle Castella Aubry
- Clémentine Célarié : Josépha Beaulieu
- Jean-Claude Adelin : Nicolas Aubry
- Valérie Mairesse : Jeanne Marange
- Bernard Yerlès : Antoine Marange
- Thierry Neuvic : Robin Lary
- Gaëla Le Devehat : Anna Fauve
- Caroline Baehr : Alexandra Lary
- Didier Bienaimé : Paul Marange
- François Caron : Mathieu Beaulieu
- Malcolm Conrath : Guillaume
- Jean-Marie Juan : Emmanuel
- Lizzie Brocheré : Anaïs Marange
- Julien Bravo : Yann
- Clio Baran : Elena Aubry
- Gabrielle Vallières : Alice Lary
- Karina Testa : Isaure Castella
- Milan Argaud : Raphaël Marange
- Aurélie Laverret : Isaure Castella (1970)
- Cécile di Domenico : Gabrielle (6 ans)
- David Faure : Parapsychologue
- Christiane Conil : la mère adoptive d'Anna
- Hervé Goubier : l'avocat de Nicolas
- Delphine Mongens : Cathy
- Hervé Gaffin : l'avocat de Robin
- Olivier Picq : légiste
- Claire Massoubre : Vendeuse robes
- Philippe Josserand : Flic collègue
- Isis Eymerie : infirmière
- Philippe Duval : banquier
- Jean-François Palaccio : jeune homme
- David Bayle : médecin légiste
- Guy Azzopardi : le médecin de Gabrielle
- Laurent Moreau : l'avocat d'Alexandra
- Audrey Perrin : Bernadette
- Jean-Claude Dumas : Guy
- Corinne Frandino : Juge
- Jean Nehr : Dr. Lacelot
- Valentine Carette : Roxane
- Remi Pedevilla : Jean-Do
- Charlotte Hamer : Marie
- Guillaume Bourdely : Hugues
- Sylvie Sorlut : Chef clinique
- Marcelle Basso-Boccabella : Cliente librairie
- Sasha Pechkov : Borovitch
- Suzi Lorraine : Conseillère
- Pascale Crespy : Secrétaire gynéco
- Vince Castello : Chauffeur de taxi
- Francine Eymery : Assistante sociale
- Manon Guillemin : Dame clinique
- Frédéric Garbe : Client librairie
- Laurent Dallias : Surveillant
- Karine Sauter : Fille nuisette
- Frédéric Lary : Prêtre
- Béatrice Courcol : Femme enceinte
- Jannick Bouchoucha : Infirmière urgences
- Franck Mignat : Interne
- Frédéric Rose : Interne Josépha
- François-David Cardonnel : Antoine (16 ans)
- Marion Delourmel : Josépha (17 ans)
- Jean-Luc Bosso : Chauffeur livreur
- Philippe Julia : Policier

## Commentaires
Première saga de l'été sur fond de fantastique sur France 2 (comme Zodiaque, premier du genre sur TF1), Le Miroir de l'eau a été suivi par en moyenne neuf millions de téléspectateurs (pour 39 % de parts de marché) pendant quatre semaines.
Cette série fut dédiée à Didier Bienaimé, frappé par une crise cardiaque deux jours avant la diffusion du premier épisode.